# Покрытие требований
Покры́тие тре́бований — метрика, используемая в тестировании программного обеспечения.
Покрытие требований позволяет оценить степень полноты системы тестов по отношению к функциональности системы. В сравнении с покрытием кода, покрытие требований позволяет выявить нереализованные требования, но не позволяет оценить полноту по отношению к её программной реализации. Одна и та же функция может быть реализована при помощи совершенно различных алгоритмов, требующих разного подхода к организации тестирования.